# Punta de la Torroja
La Punta de la Torroja és una muntanya de 1.205 metres situada entre la Sénia (Montsià) i Vall-de-roures (Matarranya).